# セバスティアン・バエス
セバスティアン・バエス（Sebastián Báez, スペイン語発音: [se.βas.ˈtjãm ˈba.es]; 2000年12月28日 - ）は、アルゼンチン・ブエノスアイレス出身の男子プロテニス選手。身長170cm、体重70kg。右利き、バックハンドは両手打ち。シングルスでATPツアー7勝を挙げている。自己最高ランキングはシングルス18位。ダブルス191位。

## 選手経歴

### ジュニア時代
2歳のころからテニスを始め、10歳からホセ・ルイス・クレルクをコーチに、15歳からはセバスティアン・グティエレスをコーチとしている。

### 2014年 オレンジボウル初優勝
2014年のITFオレンジボウルの16歳以下シングルスで優勝。

### 2016年 フューチャーズ参戦
2016年5月からITFフューチャーズツアーに参加。

### 2017年 南米ユース五輪金メダル
2017年南米ユースゲームズで、ダブルスで金メダル・シングルスと混合ダブルスで銀メダルを獲得。

### 2018年 ジュニア世界1位
2018年3月にITFジュニアランキングで1位に浮上。同年5月の全仏オープン・ジュニアシングルスの決勝で曾俊欣と対戦し準優勝。同年10月にブエノスアイレスで行われたユースオリンピックのダブルスでF.ディアス・アコスタとペアを組み金メダルを獲得。

### 2019年 フューチャーズ初優勝
2019年4月にブエノスアイレスで行われた大会でフューチャーズ初優勝。2019年9月のブエノスアイレスでワイルドカードとしてチャレンジャーデビュー。

### 2021年 チャレンジャー初優勝
2021年2月のコンセプシオンのシングルス決勝でF.セルンドロをフルセットの末下し、チャレンジャー初優勝。翌月のサンティアゴ (ATP250)で予選を勝ち抜いて本戦入りし、ATPツアーデビュー。1回戦でH.ルーネに敗れた。同月同じくサンティアゴで行われた大会でチャレンジャー2勝目、5月にザグレブで3勝目を挙げる。
同月の全仏オープンで初めてグランドスラムの予選入りを果たすが1回戦で敗退。また、6月のウィンブルドン予選も1回戦で敗退した。7月のハンブルク (ATP250)の1回戦でC.ムーテを2-0で下しATPツアー初勝利。しかし翌日にCOVID-19の陽性反応が検出されたため、2回戦棄権となった。8月の全米オープンは予選3回戦でC.ユーバンクスに敗れた。
9月のキーウでチャレンジャー4勝目、10月のサンティアゴで5勝目を挙げた。
11月に行われたNEXT GEN ATPファイナルに参加しベスト4。同月に行われたカンピーナス・チャレンジャーの優勝で、ATPシングルスランキングトップ100入りを果たす。

## ATPツアー決勝進出結果

### シングルス: 11回（7勝4敗）
| 大会グレード                    |
| グランドスラム (0–0)            |
| ATPファイナルズ (0–0)           |
| ATPツアー・マスターズ1000 (0–0) |
| ATPツアー500 (2–0)              |
| ATPツアー250 (5–4)              |

| サーフェス別タイトル |
| ハード (1–0)         |
| クレー (6–4)         |
| 芝 (0–0)             |

| 結果   | No. | 決勝日        | 大会                   | サーフェス | 対戦相手                   | スコア        |
| ------ | --- | ------------- | ---------------------- | ---------- | -------------------------- | ------------- |
| 準優勝 | 1.  | 2022年2月27日 | サンティアゴ           | クレー     | ペドロ・マルティネス       | 6-4, 4-6, 4-6 |
| 優勝   | 1.  | 2022年4月1日  | カシュカイシュ         | クレー     | フランシス・ティアフォー   | 6-3, 6-2      |
| 準優勝 | 2.  | 2022年7月17日 | ボースタード           | クレー     | フランシスコ・セルンドロ   | 6-7(4-7), 2-6 |
| 優勝   | 2.  | 2023年2月12日 | コルドバ               | クレー     | フェデリコ・コリア         | 6-1, 3-6, 6-3 |
| 優勝   | 3.  | 2023年8月5日  | キッツビュール         | クレー     | ドミニク・ティーム         | 6-3, 6-1      |
| 優勝   | 4.  | 2023年8月26日 | ウィンストン・セーラム | ハード     | イジー・レヘチカ           | 6-4, 6-3      |
| 優勝   | 5.  | 2024年2月25日 | リオデジャネイロ       | クレー     | マリアノ・ナヴォーネ       | 6-2, 6-1      |
| 優勝   | 6.  | 2024年3月3日  | サンティアゴ           | クレー     | アレハンドロ・ダビロ       | 3-6, 6-0, 6-4 |
| 優勝   | 7.  | 2025年2月24日 | リオデジャネイロ       | クレー     | アレクサンドル・ミュレール | 6-2, 6-3      |
| 準優勝 | 3.  | 2025年3月3日  | サンティアゴ           | クレー     | ラスロ・ジェレ             | 4-6, 6-3, 5-7 |
| 準優勝 | 4.  | 2025年4月6日  | ブカレスト             | クレー     | フラビオ・コボッリ         | 4-6, 4-6      |

## チャレンジャー・ITFワールドテニスツアー決勝

### シングルス (11勝6敗)
| 戦績 (シングルス)             |
| ----------------------------- |
| ATPチャレンジャーツアー (6–3) |
| ITFワールドテニスツアー (5–3) |

| サーフェス別  |
| ------------- |
| ハード (1–0)  |
| クレー (10–6) |
| 芝 (0–0)      |

| 結果   | No. | 日時       | 大会                 | サーフェス | 対戦相手                           | スコア                  |
| ------ | --- | ---------- | -------------------- | ---------- | ---------------------------------- | ----------------------- |
| 優勝   | 1.  | 2019年4月  | M15 ブエノスアイレス | クレー     | アグスティン・ベロッティ           | 6-4, 6-0                |
| 優勝   | 2.  | 2019年6月  | M15 タバルカ         | クレー     | Alexander Weis                     | 6-2, 6-4                |
| 準優勝 | 1.  | 2019年7月  | M15 タバルカ         | クレー     | Enrico Dalla Valle                 | 6-3, 4-6, 4-6           |
| 優勝   | 3.  | 2019年7月  | M15 タバルカ         | クレー     | Alexander Weis                     | 6-2, 6-2                |
| 準優勝 | 2.  | 2019年9月  | M15 サンティアゴ     | クレー     | フアン・マヌエル・セルンドロ       | 1-6, 6-2, 3-6           |
| 優勝   | 4.  | 2019年10月 | M25 リオデジャネイロ | クレー     | トマス・マルティン・エチェベリー   | 4-6, 6-4, 4-1 途中棄権  |
| 優勝   | 5.  | 2020年1月  | M15 モナスティル     | ハード     | Gauthier Onclin                    | 6-1, 6-2                |
| 準優勝 | 3.  | 2020年9月  | M25 プラハ           | クレー     | イジー・レヘチカ                   | 6-3, 3-6, 4-6           |
| 優勝   | 6.  | 2021年2月  | コンセプシオン       | クレー     | フランシスコ・セルンドロ           | 6-3, 6-7(5-7), 7-6(7-5) |
| 優勝   | 7.  | 2021年3月  | サンティアゴ1        | クレー     | マルセロ・トマース・バリオス・ベラ | 6-3, 7-6(7-4)           |
| 優勝   | 8.  | 2021年5月  | ザグレブ             | クレー     | フアン・パブロ・バリジャス         | 3-6, 6-3, 6-1           |
| 準優勝 | 4.  | 2021年6月  | ブラチスラヴァ       | クレー     | タロン・フリークスポール           | 6-7(6-8), 3-6           |
| 準優勝 | 5.  | 2021年9月  | キーウ               | クレー     | フランコ・アガメノーネ             | 5-7, 2-6                |
| 準優勝 | 6.  | 2021年10月 | サンティアゴ2        | クレー     | フアン・パブロ・バリジャス         | 4-6, 5-7                |
| 優勝   | 9.  | 2021年10月 | サンティアゴ3        | クレー     | フェリペ・メリジェニ・アウヴェス   | 3-6, 7-6(8-6), 6-1      |
| 優勝   | 10. | 2021年10月 | ブエノスアイレス     | クレー     | チアゴ・モンテイロ                 | 6-4, 6-0                |
| 優勝   | 11. | 2021年11月 | カンピーナス         | クレー     | チアゴ・モンテイロ                 | 6-1, 6-4                |

### ダブルス (1勝2敗)
| 戦績 (ダブルス)                                |
| ---------------------------------------------- |
| ATPチャレンジャーツアー (0–0)                  |
| ITFフューチャーズ & ワールドテニスツアー (1–2) |

| サーフェス別 |
| ------------ |
| ハード (0–0) |
| クレー (1–2) |
| 芝 (0–0)     |

| 結果   | No. | 日時      | 大会          | サーフェス | パートナー                | 対戦相手                                    | スコア           |
| ------ | --- | --------- | ------------- | ---------- | ------------------------- | ------------------------------------------- | ---------------- |
| 準優勝 | 1.  | 2018年4月 | F3 アンタルヤ | クレー     | フアン・パブロ・パス      | ヴィート・コプジヴァ ヤロスロフ・ポスピシル | 2-6, 0-6         |
| 準優勝 | 2.  | 2019年6月 | M15 タバルカ  | クレー     | Nikolas Sanchez Izquierdo | Nicolas Bianchi Genaro Alberto Olivieri     | 4-6, 7-5, [4-10] |
| 優勝   | 1.  | 2020年9月 | M25 プラハ    | クレー     | ペドロ・カチーン          | ルーカス・ミートラー ヤン・ジェリンスキ     | 7-6(7-4), 6-1    |

## ジュニアグランドスラム決勝

### シングルス (0勝1敗)
| 結果   | 年     | 大会         | サーフェス | 対戦相手 | スコア        |
| ------ | ------ | ------------ | ---------- | -------- | ------------- |
| 準優勝 | 2018年 | 全仏オープン | クレー     | 曾俊欣   | 6-7(5-7), 2-6 |